# Fußball-Weltmeisterschaft 1958/Argentinien
Dieser Artikel behandelt die argentinische Fußballnationalmannschaft bei der Fußball-Weltmeisterschaft 1958.

## Qualifikation
| 6. Oktober 1957  | La Paz, Bolivien          | Bolivien    | - | Argentinien | 2:0 | Tore: Alcócer 13., García 75.                          |
| 13. Oktober 1957 | Santiago, Chile           | Chile       | - | Argentinien | 0:2 | Tore: Menéndez 40., Conde 61.                          |
| 20. Oktober 1957 | Buenos Aires, Argentinien | Argentinien | - | Chile       | 4:0 | Tore: Corbatta 1. und 41., Menéndez 13., Zárate 45.    |
| 27. Oktober 1957 | Buenos Aires, Argentinien | Argentinien | - | Bolivien    | 4:0 | Tore: Zárate 8., Corbatta 62., Prado 63., Menéndez 64. |

## Argentinisches Aufgebot
| Nr.               | Name                | Verein vor WM-Beginn      | Geburtstag | Spiele   | Tore     | Platzverweise |          |
| Torhüter          | Torhüter            | Torhüter                  | Torhüter   | Torhüter | Torhüter | Torhüter      | Torhüter |
| ----------------- | ------------------- | ------------------------- | ---------- | -------- | -------- | ------------- | -------- |
| 1                 | Amadeo Carrizo      | River Plate               | 12.06.1926 | 3        | 0        | 0             |          |
| 12                | Julio Musimessi     | Boca Juniors              | 09.07.1923 | 0        | 0        | 0             |          |
| Abwehrspieler     |                     |                           |            |          |          |               |          |
| 2                 | Pedro Dellacha      | Racing Club de Avellaneda | 09.07.1926 | 3        | 0        | 0             |          |
| 3                 | Federico Vairo      | River Plate               | 27.01.1930 | 3        | 0        | 0             |          |
| 4                 | Francisco Lombardo  | Boca Juniors              | 11.06.1925 | 3        | 0        | 0             |          |
| 13                | Alfredo Pérez       | River Plate               | 10.04.1924 | 0        | 0        | 0             |          |
| 14                | Federico Edwards    | Boca Juniors              | 25.01.1931 | 0        | 0        | 0             |          |
| 15                | David Acevedo       | CA Independiente          | 20.02.1937 | 0        | 0        | 0             |          |
| 17                | José Ramos Delgado  | CA Lanús                  | 25.08.1935 | 0        | 0        | 0             |          |
| Mittelfeldspieler |                     |                           |            |          |          |               |          |
| 5                 | Néstor Rossi        | River Plate               | 10.05.1925 | 3        | 0        | 0             |          |
| 6                 | José Varacka        | CA Independiente          | 27.05.1932 | 3        | 0        | 0             |          |
| 16                | Eliseo Mouriño      | Boca Juniors              | 03.06.1927 | 0        | 0        | 0             |          |
| Stürmer           |                     |                           |            |          |          |               |          |
| 7                 | Oreste Corbatta     | Racing Club de Avellaneda | 11.03.1936 | 3        | 3        | 0             |          |
| 8                 | Eliseo Prado        | River Plate               | 17.09.1929 | 1        | 0        | 0             |          |
| 9                 | Norberto Menéndez   | River Plate               | 14.12.1936 | 3        | 1        | 0             |          |
| 10                | Alfredo Rojas       | CA Lanús                  | 20.02.1937 | 1        | 0        | 0             |          |
| 11                | Ángel Labruna       | River Plate               | 28.09.1918 | 2        | 0        | 0             |          |
| 18                | Norberto Boggio     | CA San Lorenzo            | 11.08.1931 | 1        | 0        | 0             |          |
| 19                | Ludovico Avio       | CA Vélez Sarsfield        | 15.05.1932 | 2        | 1        | 0             |          |
| 20                | Ricardo Infante     | Estudiantes de La Plata   | 21.06.1924 | 0        | 0        | 0             |          |
| 21                | José Sanfilippo     | CA San Lorenzo            | 04.05.1935 | 0        | 0        | 0             |          |
| 22                | Osvaldo Héctor Cruz | CA Independiente          | 29.05.1931 | 2        | 0        | 0             |          |
| Trainer           |                     |                           |            |          |          |               |          |
|                   | Guillermo Stábile   |                           | 17.01.1905 |          |          |               |          |

## Spiele der argentinischen Mannschaft

### Vorrunde
- Deutschland –  Argentinien 3:1 (2:1)

Stadion: Malmö Stadion (Malmö)
Zuschauer: 32.000
Schiedsrichter: Leafe (England)
Tore: 0:1 Corbatta (2.), 1:1 Rahn (32.), 2:1 Seeler (40.), 3:1 Rahn (79.)
- Argentinien –  Nordirland 3:1 (1:1)

Stadion: Örjans vall (Halmstad)
Zuschauer: 14.000
Schiedsrichter: Ahlner (Schweden)
Tore: 0:1 McParland (3.), 1:1 Corbatta (38.) 11m, 2:1 Menéndez (55.), 3:1 Avio (59.)
- Tschechoslowakei –  Argentinien 6:1 (3:0)

Stadion: Olympia (Helsingborg)
Zuschauer: 20.000
Schiedsrichter: Ellis (England)
Tore: 1:0 Dvořák (8.), 2:0 Zikán (17.), 3:0 Zikán (40.), 3:1 Corbatta (65.) 11m, 4:1 Feureisl (69.), 5:1 Hovorka (82.), 6:1 Hovorka (89.)
Deutschland wurden in der Gruppe 1 Argentinien, die Tschechoslowakei und Nordirland zugelost. Im ersten Spiel ging es gleich gegen die hoch eingeschätzten Argentinier. 31.000 Zuschauer in Malmö sahen die Führung der Südamerikaner in der 3. Minute und es dauerte lange, bis die Deutschen Ruhe in ihr vom 38-jährigen Fritz Walter organisiertes Spiel brachten. Außerdem war einer der wichtigsten ‚Helden von Bern’, Helmut Rahn, immer noch einer der gefährlichsten Torjäger der Welt. In der 32. Minute schoss der ‚Boss’ den Ausgleich und kurz vor dem Abpfiff das 3:1. Dazwischen hatte der 21-jährige Hamburger Uwe Seeler für das 2:1 gesorgt. Danach ging es gegen die Tschechoslowaken, die gegen die Nordiren beim 0:1 einen Fehlstart hingelegt hatten. Obwohl der ambitionierte Gegner zur Halbzeit mit 2:0 führte, zeigten die Deutschen in der 2. Hälfte ihre Konterstärke, die auch von Schäfer (60.) und Rahn (70.) in Zählbares umgesetzt wurde. Vor allem das Schäfer-Tor war jedoch noch lange nach dem Spiel äußerst umstritten, da der Kölner den Ball mitsamt dem Keeper Dolesji über die Linie drückte. Doch das Remis war eine gute Ausgangsposition vor dem Spiel gegen die Nordiren. Nachdem man gegen die CSSR in Helsingborg antrat, durfte man gegen Nordirland wieder in Malmö ran. MacParland, gefürchteter Torjäger des Gegners, brachte das 1:0 im Tor von Herkenrath unter (17.), doch Helmut Rahn glich drei Minuten später aus. Die Deutschen hatten sich ein Übergewicht erarbeitet, doch gerade in dieser Phase gelang den Nordiren (wieder MacParland, 60.) die Führung. Das folgende Spiel auf ein Tor sah einen ausgezeichneten Torhüter Harry Gregg, der alle Chancen der Deutschen zunichtemachte – bis auf einen Gewaltschuss von Uwe Seeler, der das Herberger-Team vor einem Entscheidungsspiel bewahrte. Deutschland war Gruppensieger, während Nordirland gegen die Tschechoslowaken ins Entscheidungsspiel musste (2:1-Sieg nach Verlängerung).